# Puerto de Vancouver

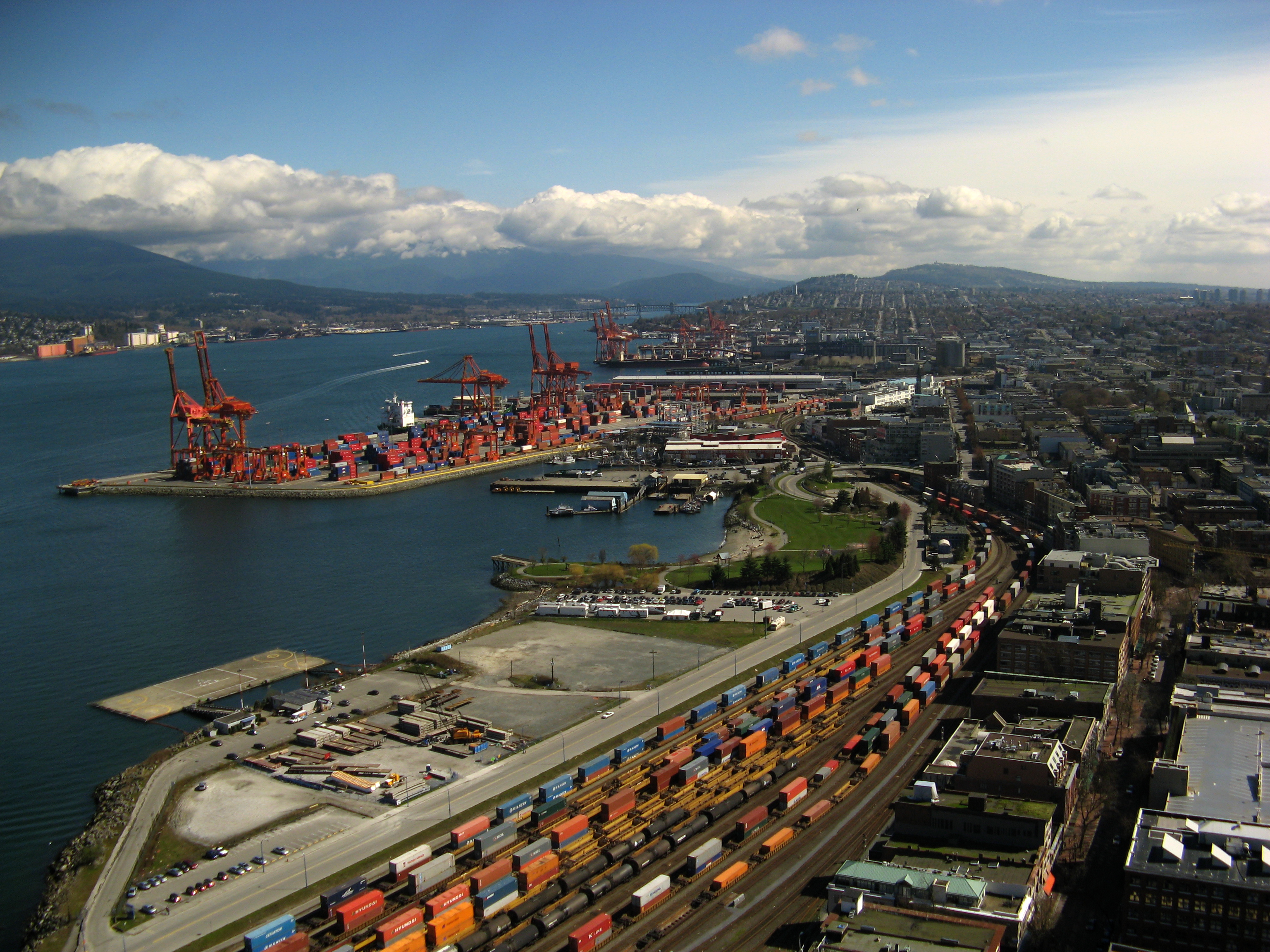
Puerto de Vancouver.

El Puerto de Vancouver es el puerto más grande de Canadá y del Pacífico noroeste, el segundo más grande en la costa oeste norteamericana y uno de los más diversos en el continente. Comercializa bienes por un valor de $43.000 millones anualmente y da empleo de una manera directa a 30.100 personas a través de sus actividades. En 2005, las diez naciones más importantes para el comercio internacional del puerto eran: China, Japón, Corea del Sur, Estados Unidos, Brasil, Alemania, Taiwán, México, la India e Italia.